# Paratelenomus graeffei
Paratelenomus graeffei is een vliesvleugelig insect uit de familie van de Scelionidae. De wetenschappelijke naam van de soort is voor het eerst geldig gepubliceerd in 1917 door Kieffer.